# Jauldes
 Jauldes  es una población y comuna francesa, en la región de Poitou-Charentes, departamento de Charente, en el distrito de Angoulême y cantón de La Rochefoucauld.

## Demografía
| 552 | 542 | 521 | 577 | 606 | 612 |
| Para los censos de 1962 a 1999 la población legal corresponde a la población sin duplicidades (Fuente: INSEE [Consultar]) |     |     |     |     |     |